# Маку (город)
Маку (перс. ماکو‎, азерб. Maku, курд. Mako, арм. Մակու) — город в северо-западной части остана Западный Азербайджан, в Иране. Расположен в 22 км от границы с Турцией в горном ущелье на высоте 1634 м над уровнем моря. Близ города протекает река Зангмар, рядом находится город Шоут.
Согласно переписи 2006 года, население города составляет 41 865 человек. Основное население города — азербайджанцы, также проживают курды.

## История
В древние времена район Маку был частью цивилизации Наири, затем принадлежал царству Биайнили (Aрарту), после падения Aрарту (Урарту) Mаку (Артаз) стал частью царства Mатиены, позже вошел в состав Мидии (так называемой Малой), где составлял центральную часть сатрапии Армения, затем входил в состав Армянского царства. Город Маку, называемый Шаваршан, на протяжении столетий принадлежал армянскому династическому роду Аматуни.
Есть две версии происхождения названия города: от персидского Madkuh, означающее Мидийская гора, или от армянского Maki.

Испанский историк XV века Руй Гонсалес де Клавихо, посетивший этот город во время путешествия в Самарканд, говорил: 
В воскресенье, первого июня, в час вечерни [посланники] подошли к замку, называемому Маку ... все обитатели его также были христиане-католики, хотя по происхождению они армяне и язык у них армянский. В этой же местности находился монастырь братьев святого Доменика. Этот замок был как бы в углу долины, у подножия очень высокой скалы. Скала, где стояли эти постройки, уходила далеко вверх ... от неё как бы выступает навес, прикрывающий этот замок, ограду и дома, образуя над ними некое подобие купола. Если идёт дождь, вода с неба не попадает на замок, так как [выступ] скалы закрывает его полностью. Таким образом, замок расположен так, что на него нельзя напасть ни с земли, ни с неба. Внутри его бьёт ключ, снабжающий водой весь город и орошающий много садов. А у подножия замка расстилается прекрасная долина, по которой течёт река. [Там] много виноградников и засеянных пшеницей полей.
Согласно Киоумарсу Гереглоу, в марте 1504 и в марте 1506 гг., в эпоху шаха Исмаила I, несколько сефевидских землеустроителей были отправлены в преимущественно армянонаселенный район Маку для проверки статуса собственности на сельскохозяйственные земли и городской собственности в регионе.
В XVI веке Маку было частью обширных владений курдского племени махмуди. Около 1600 года владения племени были разделены на четыре удела, одним из которых являлся Маку; их владетели (хакимы) носили титулы беков. Во время турецко-персидской войны 1635—1639 годов, махмуди, в качестве суннитов, оказали поддержку туркам; в результате, после ухода турок из Азербайджана, они лишились своих владений. Позднее улька Маку была отдана шахами в наследственное владение кызылбашскому племени байят.
Маку был столицей Макинского ханства возглавляемого тюрками-баятами. Основателем ханства был некто Ахмед-Султан Баят, хаким макинский. Он находился в свите Надир-шаха в момент его убийства в Хорасане (9 мая 1747 года). Главы племени байят оставались наследственными ханами Маку до 1923 года, когда Макинское ханства было ликвидировано иранским правительством.
Город хорошо известен в истории одной из молодых религий, Бахаи. В середине XIX века в Маку был сослан основатель данной религии, Баб.

## Достопримечательности
На территории города достаточно много живописных мест, и практически все они связаны со стоящей рядом горой. Также в Маку приезжает довольно много туристов, большинство из них представители той самой относительно молодой религии. Все эти люди хотят посмотреть, где жил и отбывал своё наказание её основатель.
Город Маку построен в долине, посередине которой протекает река Зангмар. Наличие гигантских каменных скал над городом Маку придаёт ему особый облик, так что любому посетителю при первом же взгляде на город сразу же вспоминаются прочные военные замки древних времен.

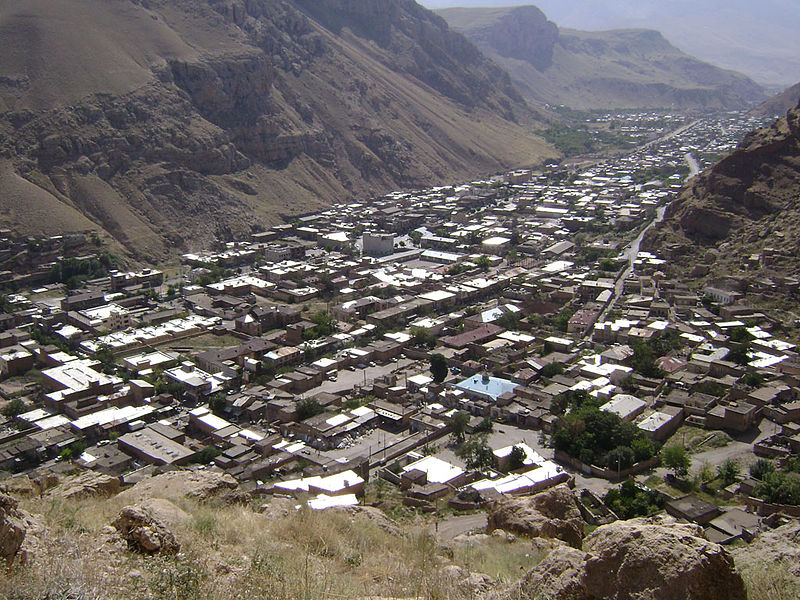
Город Маку

Имеющиеся в городе Маку исторические памятники тоже гласят о древности города. Среди них можно выделить «Каменный склеп Фархад», расположенный в 7 км к югу от Маку.